# Psalter (boek)

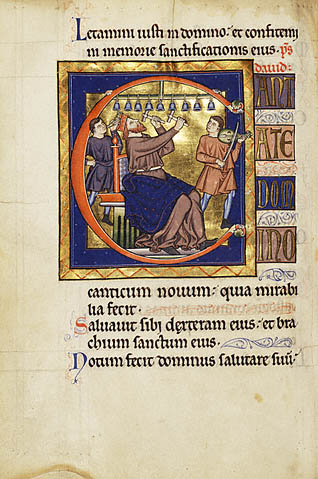
Folium 105v van het Ingeborg Psalter (Musée Condé, Ms. 9). Dit psalter werd rond 1200 vervaardigd voor Ingeborg van Denemarken en is een voorbeeld van een psalter voor privé-devotie. Hier afgebeeld is het begin van psalm 98: "Cantate Domino canticum novum" (Zingt een nieuw lied voor God den Here). In de initiaal C bevindt zich koning David die een klokkenspel bespeelt.

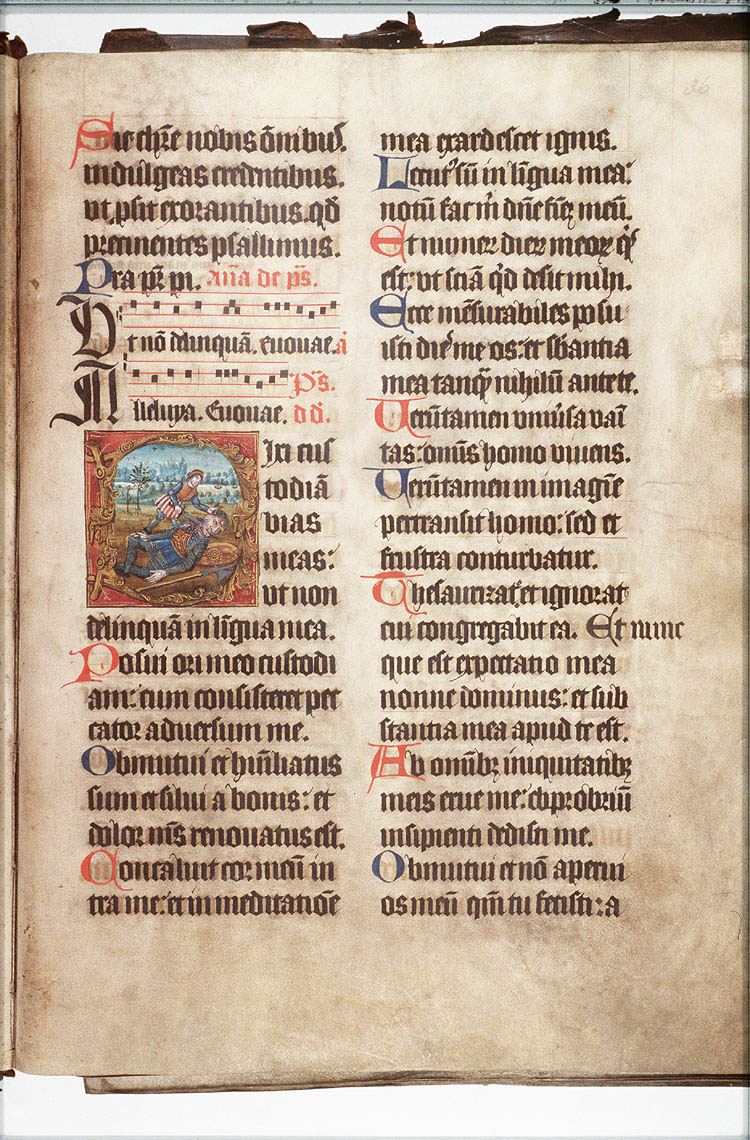
Folium 36r van een psalter en hymneboek (Koninklijke Bibliotheek, Ms. 78 A 32) afkomstig uit het minderbroedersklooster Lichtenberg (Slavante) op de Sint-Pietersberg. Dit typische koorpsalter (met een groot formaat (48 x 36 cm) en muzieknotatie) werd in 1521 vervaardigd en voorzien van gehistorieerde initialen door de een van de zogenoemde 'zwarte-ogen-meesters'. Deze groep van handschriftverluchters domineerde aan het begin van de zestiende eeuw de boekproductie in het graafschap Holland en ontleent zijn noodnaam aan de donkere schaduwen die figuren rond de ogen meekregen. Het hier afgebeelde folio toont de eerste 10 verzen van psalm 38 met voorafgaand een vers van de aan Gregorius toegeschreven hymne Consors paterni luminis, een combinatie die past bij de dinsdagse metten. De initiaal D van "Dixi custodiam vias" (Ik zeide: Ik zal mijn wegen bewaren) bevat een episode uit het leven van David: de onthoofding van Goliath.

Een psalter of psalmboek (middeleeuws Latijn: psalterium, Middelnederlands: souter of zouter) is een boek dat gebruikt wordt binnen het christelijk geloof. Het boek omvat de 150 psalmen uit het Oude Testament en daarnaast vaak ook cantica, litanieën en een calendarium, een liturgische kalender. Het psalter was in de middeleeuwen een erg populair boek. Het werd zowel door geestelijken als door leken gebruikt. Monniken reciteerden wekelijks alle 150 psalmen tijdens de getijden. Ook voor de privé-devotie was het als gebedenboek de voornaamste tekst. Indien een leek al een boek bezat dan was het vrijwel altijd een psalter. Pas in de veertiende eeuw kwam hier verandering in en verloor het boek terrein aan het getijdenboek.

## Varianten
Van het Latijnse psalter worden twee vertalingen parallel aan elkaar gebruikt.
- Het Psalterium Romanum (Romeins psalter) werd rond 383 door de kerkvader Hiëronymus op verzoek van paus Damasus I uit het Grieks vertaald op basis van de Septuagint. Deze versie wordt vooral nog in Rome en Italië gebruikt.
- Het Psalterium Gallicanum (gallicaans psalter) eveneens vertaald door Hiëronymus rond 392 maar waarbij hij meer steunde op de Hexapla. De naam ontleent deze versie waarschijnlijk aan het feit dat een vroege kopie van deze vertaling in de zesde eeuw in Tours werd gebruikt. Sinds de Karolingische renaissance heeft deze variant de Romeinse vrijwel volledig verdrongen.

De nummering van de psalmen verschilt tussen de middeleeuwse vulgaat en bijvoorbeeld de Statenvertaling. In dit artikel wordt de vulgaatnummering gebruikt. Zie voor de verschillen de tabel in het artikel psalmen.

## Het gebruik van psalters
Psalters worden zowel binnen de kloostermuren als daarbuiten gebruikt. Door het bidden van de psalmen benaderde de leek het reguliere gebedsleven van monniken. Hoewel beide groepen gebruikers de 150 psalmen in een psalter verspreid over één week baden of zongen, verschilde de volgorde waarin dit gebeurde. Het voornaamste onderscheid was dat monniken de psalmen bij hun koorgebeden grotendeels in de numerieke volgorde van de Bijbel baden, terwijl leken dat vaker deden in een bepaalde thematische volgorde. Hoewel er verschillende gebruiken bestonden gedurende de middeleeuwen geeft de onderstaande tabel een goed overzicht van het onderscheid tussen de reguliere en seculiere psalmindeling.
Enigszins los hiervan staat de feitelijke indeling in een psalter zelf. Hier kan enerzijds de volgorde van 1 tot 150 uit de Bijbel gebruikt zijn. In dat geval spreekt men van een Psalterium non feriatum, Is het psalter echter geordend naar het daadwerkelijke gebruik en staan de psalmen dus in een volgorde die de getijdegebeden reflecteert, dan spreekt men van een Psalterium feriatum. Hierbij verwijst het woord 'Feriatum' naar het middeleeuws Latijnse woord Feria waarmee alle weekdagen aangeduid werden.
| Getijden             | zondag                          | maandag                               | dinsdag                      | woensdag                                    | donderdag                          | vrijdag                                | zaterdag                                                              |
| -------------------- | ------------------------------- | ------------------------------------- | ---------------------------- | ------------------------------------------- | ---------------------------------- | -------------------------------------- | --------------------------------------------------------------------- |
| metten (klooster)    | 3 en 94; 20-31                  | 3 en 94; 32-34; 36a,36b; 37-41; 43-44 | 3 en 94; 45-49; 51-55; 57-58 | 3 en 94; 59-61; 65; 67a,67b; 68a,68b; 69-72 | 3 en 94; 73-74; 76; 77a,77b; 78-84 | 3 en 94; 85-86; 88a,88b; 92-93; 95-100 | 3 en 94; 101-102; 103a,103b; 104a-104b; 105a,105b; 106a,106b; 107-108 |
| metten (seculier)    | 94; 1-3; 6-20                   | 94; 26-37                             | 94; 38-41; 43-49; 51         | 94; 52; 54-61; 63; 65; 67                   | 94; 68-79                          | 94; 80-88; 93; 95-96                   | 94; 97-108                                                            |
| lauden (klooster)    | 66 en 50; 117; 62; 148-150      | 66 en 50; 5; 35; 148-150              | 66 en 50; 42; 56; 148-150    | 66 en 50; 63; 64; 148-150                   | 66 en 50; 87; 89; 148-150          | 66 en 50; 75; 91; 148-150              | 66 en 50; 142; 148-150                                                |
| lauden (seculier)    | 92; 99; 62 en 66; 148-150       | 50; 5; 62 en 66; 148-150              | 50; 42; 62 en 66; 148-150    | 50; 64; 62 en 66; 148-150                   | 50; 89; 62 en 66; 148-150          | 50; 142; 62 en 66; 148-150             | 50; 91; 62 en 66; 148-150                                             |
| priem (klooster)     | 118 (1-32)                      | 1; 2; 6                               | 7-8; 9a                      | 9b; 10-11                                   | 12-14                              | 15-16; 17a                             | 17b; 18—19                                                            |
| priem (seculier)     | 21-25; 53; 117; 118 (1-32); 120 | 53; 117; 118 (1-32)                   | 53; 118 (1-32)               | 53; 118 (1-32)                              | 53; 118 (1-32)                     | 53; 118 (1-32)                         | 53; 118 (1-32)                                                        |
| terts (klooster)     | 118 (33-56)                     | 118 (153-176)                         | 125-127                      | 125-127                                     | 125-127                            | 125-127                                | 125-127                                                               |
| terts (seculier)     | 118 (33-80)                     | 118 (33-80)                           | 118 (33-80)                  | 118 (33-80)                                 | 118 (33-80)                        | 118 (33-80)                            | 118 (33-80)                                                           |
| sext (klooster)      | 118 (57-80)                     | 118 (129-152)                         | 122-124                      | 122-124                                     | 122-124                            | 122-124                                | 122-124                                                               |
| sext (seculier)      | 118 (81-128)                    | 118 (81-128)                          | 118 (81-128)                 | 118 (81-128)                                | 118 (81-128)                       | 118 (81-128)                           | 118 (81-128)                                                          |
| none (klooster)      | 118 (81-104)                    | 118 (153-176)                         | 125-127                      | 125-127                                     | 125-127                            | 125-127                                | 125-127                                                               |
| none (seculier)      | 118 (129-176)                   | 118 (129-176)                         | 118 (129-176)                | 118 (129-176)                               | 118 (129-176)                      | 118 (129-176)                          | 118 (129-176)                                                         |
| vespers (klooster)   | 109-112                         | 113-114; 115 met 116; 128             | 129-132                      | 134-137                                     | 138a,138b; 139-140                 | 141; 143a,143b; 144a                   | 144b; 145-147                                                         |
| vespers (seculier)   | 109-113                         | 114-116; 119-120                      | 121-125                      | 126-130                                     | 131-132; 134-136                   | 137-141                                | 143-147                                                               |
| completen (klooster) | 4 en 90 en 133                  | 4 en 90 en 133                        | 4 en 90 en 133               | 4 en 90 en 133                              | 4 en 90 en 133                     | 4 en 90 en 133                         | 4 en 90 en 133                                                        |
| completen (seculier) | 4; 30 (1-6); 90; 133            | 4; 30 (1-6); 90; 133                  | 4; 30 (1-6); 90; 133         | 4; 30 (1-6); 90; 133                        | 4; 30 (1-6); 90; 133               | 4; 30 (1-6); 90; 133                   | 4; 30 (1-6); 90; 133                                                  |

Enkele lange psalmen (vooral 118, maar ook bijvoorbeeld 17, 36 en 88) worden in twee of meerdere delen verdeeld. Kortere psalmen (115 en 116) worden juist samen gezongen of gebeden.

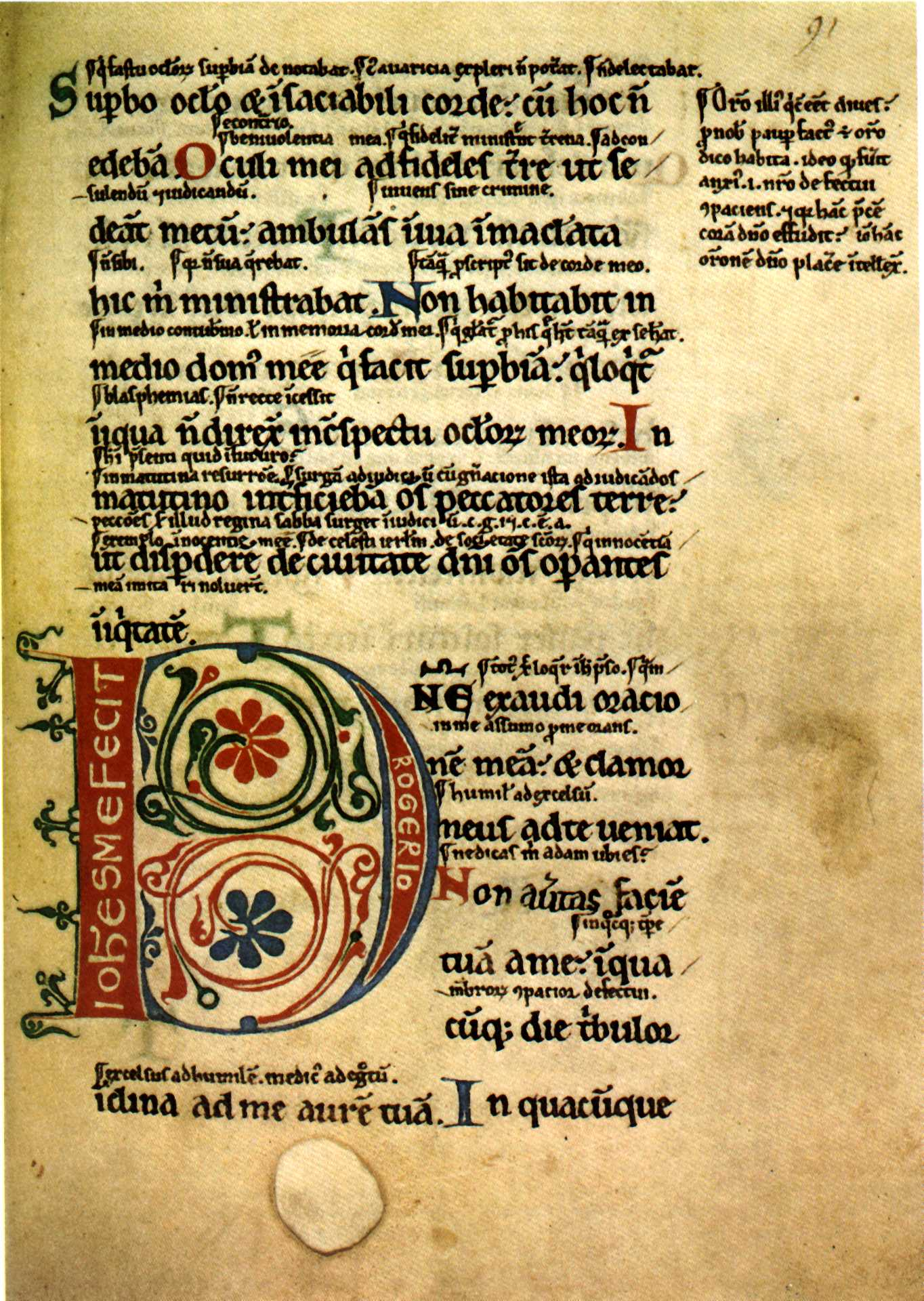
Folium 91r van een psalter afkomstig uit de abdij van Reading (Bodleian Library, Ms. Auct. D.4.6). Dit psalter (ca. 1185-1165) werd waarschijnlijk gemaakt voor Roger, de vijfde abt van de abdij. Dit folium toont de laatste verzen van psalm 100 en het begin van psalm 101. Elke nieuwe versregel begint met een zogenoemde littera notabilior: een vergrote letter in rood of blauw. Ze maken de syntaxis van de tekst inzichtelijk en daardoor leesbaarder. De initiaal D die psalm 101 opent (van "Domine exaudi orationem meam" (Heer aanhoor mijn gebed)) is gedecoreerd met bloemmotieven en bevat zowel de naam van de kopiist die het handschrift vervaardigde (Ioh~es [afgekorte vorm van Iohannes] me fecit, Johannes heeft mij vervaardigd) als die van de abt voor wie het werk bestemd was (Rogerio). De tekst is tussen de regels en in de rechtermarge voorzien van glossen met commentaar op de psalmen van de Franse theoloog Gilbert de la Porrée.

### Het gebruik van psalters in de liturgie
De psalmen nemen van alle Bijbelboeken de belangrijkste plaats in de liturgie in.

#### Getijden
Tijdens de acht dagelijkse koorgebeden vormt de zang van de psalmen in een psalter de kern. De zesde-eeuwse Regel van Benedictus gaat al diep in op welke psalmen in welke volgorde en op welke wijze tijdens deze koorgebeden gezongen moeten worden. Zo valt bijvoorbeeld in regel 6 van hoofdstuk 17 te lezen: "Als de gemeenschap wat talrijker is zingt men de psalmen met antifoon, als ze daarentegen gering in aantal is, worden ze aan één stuk door gezongen". In klooster waren hiervoor twee typen psalters aanwezig. ten eerste was er het koorpsalter dat permanent op een lezenaar in het koor stond opgesteld. Dit boek had een omvangrijk formaat
en bevatte vaak ook de hymnes en andere teksten die tijdens het koorgebed gereciteerd werden. Aangezien monniken geacht werden de teksten van de psalmen uit hun hoofd te kennen waren er ook psalmen op handzamer formaat aanwezig die voornamelijk voor studie gebruikt werden.

#### Mis
Hoewel de psalmen ook een belangrijk deel van de mis vormen, worden hier zelden aparte psalters voor gebruikt. De psalmen zijn opgenomen in het missaal.

### Psalters binnen de privé-devotie
Het gebruik van psalters voor privé-devotie gaat al ver terug. Zo tekende Asser, een bisschop van Sherborne, in zijn levensbeschrijving van Alfred de Grote de volgende episode op. "Hij leerde de cyclus van de dagen, dat is: de viering van de getijden en daarna een aantal psalmen en verscheidene gebeden die in een bepaald boek stonden. Een boek dat hij dag en nacht tegen zijn borst bewaarde, zoals we zelf gezien hebben. Hij droeg het altijd bij zich om zijn gebeden te ondersteunen te midden van al de drukte en kwesties van het aardse leven. Een tweede aspect dat uit dit citaat afgeleid kan worden is dat psalters ook een rol speelden als educatief hulpmiddel. Men leerde niet alleen de psalmen met behulp van een psalter, men leerde daadwerkelijk lezen met behulp van een dergelijk boek.
Psalters waren hierdoor ook de eerste Bijbelboeken die uit het Latijn in de volkstaal vertaald werden. Voor het Nederlands staat de oudste bewaarde vertaling bekend als de Wachtendonckse Psalmen uit de tiende eeuw.

## Geïllumineerde psalters
Een belangrijk deel van de geïllumineerde handschriften die uit de middeleeuwen overgeleverd zijn, bestaat uit psalters. Hoewel dit gezien hun populariteit niet heel verwonderlijk is, is het dat wel gelet op het abstracte karakter van de psalmen wat ze lastig letterlijk te illustreren maakt. Paginagrote verluchtingen bevinden zich in een psalter vaak voorafgaand aan psalm 1, 51 en 101 omdat een psalter, vooral in de vroege middeleeuwen, vaak in drie stukken gedeeld werd. Daarnaast werden dikwijls de initialen van de psalmen 1, 26, 52, 68, 80, 97 dikwijls gedecoreerd omdat dit de eerste psalmen van de metten, de eerste gebeden van de dag, zijn. Ook de initiaal van psalm 109, de eerste psalm van de zondagse vespers, is met regelmaat verfraaid. Deze keuzes maken duidelijk dat de verluchtingen een belangrijke functie hadden als een soort bladwijzer van het psalter.
Een vaak voorkomend onderwerp bij deze verluchtingen zijn episodes uit het leven van Koning David omdat aangenomen werd dat hij de auteur was van de meeste psalmen.